# Сумерки (Коты-Воители)
«Су́мерки» — детский фантастический роман из серии романов «Коты-Воители», написанный Черит Болдри под псевдонимом Эрин Хантер. Это пятая книга в серии «Новое пророчество», которая продолжает приключения кошачьих племён в поисках нового дома. Роман был, в целом, хорошо воспринят критиками. Книга была издана в августе 2006 года, в России вышла в том же году.

## Сюжет
В Грозовом племени жизнь идет своим чередом, но Белка до сих пор не может простить Ежевике общения с его сводным братом Коршуном и начинает больше общаться с Угольком, который неравнодушен к ней. Грозовой патруль приходит к границе с племенем Ветра и спрашивает, как у соседей дела, но племя Ветра больше не хочет терпеть заботу Грозового племени и ведет себя весьма агрессивно. На обратном пути Грозовой патруль обнаруживает семью барсуков и прогоняет крупную барсучиху.
А Листвичка, тем временем, не может выкинуть из головы Грача и даже не замечает, что ее подруга Медуница ждёт котят от Бурого. Поэтому она волнуется, когда узнает, что лиса, напавшая недавно на Белку и прогнанная Ежевикой, ушла на территорию племени Ветра. Огнезвёзд хочет помочь Однозвёзду, но тот отказывается от чужой помощи.
Вскоре наступает ночь Совета, и племена спешат изведать территорию Острова. На Совете племена решают отдать бывшую нейтральную лужайку Речному племени, узнают о других появившихся барсуках и договариваются о нейтральной территории вдоль берега озера что бы в ночь Совета не идя по территории чужого племени можно было попасть на Остров.
Во сне к Листвичке приходит Ласточка и просит передать послание Мотылинке, которая сама не верит в Звёздное племя. При этом Ласточка не сердится на Листвичку за её чувства к Грачу. Грозовая кошка передает Мотылинке слова Ласточки и просит быть настороже и ожидать опасности от Двуногих. В ночь половины луны целители идут к Лунному Озеру, и на обратном пути Листвичку подстерегает Грач. Они договариваются встречаться.
Ромашка, королева-одиночка с пастбища, приносит своих котят в Грозовое племя и просит защиты. Она боится, что Кожаные, или Двуногие, заберут её детей. Огнезвёзд разрешает им остаться. Через два дня в Грозовой лагерь приходит Моховушка из Речного племени и зовет Листвичку к Мотылинке. Выясняется, что в Речном племени заболело несколько котов. Вскоре они находят источник болезни — липкую жидкость Двуногих, пролитую на Речной территории. Листвичка помогает лечить больных, но несколько котов все же умирает. Также Грозовая целительница знакомится с маленькой Ивушкой, помогающей Мотылинке. Ивушка спасает оруженосца Буколапа, вытащив из его горла застрявший комок листьев.
Белка встречает Рыжинку, дерущуюся с каким-то ручным котом, и помогает ей. Грозовая кошка узнает, что домашние киски подкарауливают воинов Теней и нападают на них. Так, они убили оруженосца Когтишку. Белка просит Огнезвёзда помочь соседям. Чернозвёзд соглашается принять помощь от Грозового племени, и совместный патруль выманивает домашних кисок из их гнездышка и перерезает путь к отступлению. Хорошенько напугав ручных котов и взяв с них обещание оставить племена в покое, воители отпускают их.
Листвичка во сне наблюдает за Ежевикой и выясняет, что он встречается в снах с Коршуном и Звездоцапом. Теперь её терзают сомнения, может ли она доверять полосатому воину. На Совете Грач предлагает ей бежать с ним, поскольку только так они могут быть вместе, и назначает время следующей встречи. Вскоре Пепелица узнает об их встречах и ссорится с Листвичкой. После этого к последней приходит Пестролистая и говорит ей слушаться своего сердца. Листвичка думает, что её сердце рядом с Грачом и решается на побег. Они уходят за территории племен, там они встречают барсучиху Полночь, которая идёт предупредить племена о нападении своих сородичей. Пара решает вернуться домой.
В это время барсуки нападают на Грозовой лагерь. В разгар сражения у Медуницы начинаются роды. Пепелица принимает их, но погибает, защищая королеву от ворвавшегося в детскую барсука. В лагерь прибегают Грач с Листвичкой, а потом Полночь приводит помощь в лице патруля племени Ветра. Воители прогоняют барсуков.

## Критика
Сумерки получили теплый прием от критиков. В одном из обзоров Barnes & Noble роман получил высокую оценку за насыщенность событиями. Рецензент BookLoons также дал положительный отзыв, но рецензент Children's Literature написал, что история была бы запутанной без справочной информации.

## Интересные факты

### Общее
- Название книги отсылает к жизни Пепелицы, подходящей к концу[4].
- Сцена в прологе отвечала собственным чувствам Виктории Холмс[5], и работа над ним была для неё самым волнующим моментом в серии[4]. При этом сначала Виктория придумала сцену, где кошка, которая скоро умрёт, узнаёт об этом, а только потом определилась с выбором персонажа на эту роль. Пепелица хорошо подошла, поскольку это было сильным контрапунктом к истории Листвички[6].

### Ошибки
- Много раз говорилось о голубых глазах Мотылинки[7].
- Было сказано, что у Грача жёлтые глаза[8].
- Берёзовик описывался как серый котик[9].
- Ивушку описали серо-белой[10].
- Сумрака назвали чёрным[11].
- Грач изображён на российской обложке с зелёными глазами.
- Листвичка изображена там же с серыми глазами.
- Говорилось, что старшие брат и сестра Берёзовика умерли, хотя на самом деле у него было 2 сестры[12].
- Листвичку ошибочно назвали Белкой[13].
- Мотылинку ошибочно назвали Листвичкой[14].

## Персонажи
Главные персонажи:
- Листвичка — ученица целительницы Грозового племени
- Белка — воительница Грозового племени, сестра Листвички
- Грач — воин племени Ветра
- Ежевика — воин Грозового племени.

Второстепенные:
- Пепелица — целительница Грозового племени
- Огнезвёзд — предводитель Грозового племени
- Песчаная Буря — воительница Грозового племени, пара Огнезвёзда
- Мотылинка — целительница Речного племени.